# 1re cérémonie des prix Feroz
La 1re cérémonie des prix Feroz (ou Premios Feroz), organisée par l'Asociación de Informadores Cinematográficos de España, se déroule le 27 janvier 2014 au Cine Callao à Madrid et récompense les films sortis en 2013.
Le film Stockholm de Rodrigo Sorogoyen remporte les prix du meilleur film dramatique, de la meilleure réalisation, de la meilleure actrice, de la meilleure actrice dans un second rôle, de la meilleure musique originale et de la meilleure bande annonce,.

## Palmarès

### Cinéma

#### Meilleur film dramatique
- Stockholm de Rodrigo Sorogoyen
  - Amours cannibales (Caníbal) de Manuel Martín Cuenca
  - Grand Piano de Eugenio Mira (en)
  - La herida de Fernando Franco
  - Todos queremos lo mejor para ella de Mar Coll

#### Meilleure comédie
- 3 Mariages de trop (3 bodas de más) de Javier Ruiz Caldera
  - La gran familia española de Daniel Sánchez Arévalo
  - Les Sorcières de Zugarramurdi (Las brujas de Zugarramurdi) de Álex de la Iglesia
  - Todas las mujeres de Mariano Barroso
  - Vivir es fácil con los ojos cerrados de David Trueba

#### Meilleur réalisateur
- David Trueba pour Vivir es fácil con los ojos cerrados
  - Fernando Franco pour La herida
  - Álex de la Iglesia pour Les Sorcières de Zugarramurdi (Las brujas de Zugarramurdi)
  - Manuel Martín Cuenca pour Amours cannibales (Caníbal)
  - Daniel Sánchez Arévalo pour La gran familia española

#### Meilleur scénario
- David Trueba pour Vivir es fácil con los ojos cerrados
  - Pablo Alén et Breixo Corral pour 3 Mariages de trop (3 bodas de más)
  - Manuel Martín Cuenca et Alejandro Hernández Díazpour Amours cannibales (Caníbal)
  - Isabel Peña et Rodrigo Sorogoyen pour Stockholm
  - Daniel Sánchez Arévalo pour La gran familia española

#### Meilleur acteur
- Antonio de la Torre pour son rôle dans Amours cannibales (Caníbal)
  - Javier Cámara pour son rôle dans Vivir es fácil con los ojos cerrados
  - Mario Casas pour son rôle dans La Mule (La mula)
  - Eduard Fernández pour son rôle dans Todas las mujeres
  - Hugo Silva pour son rôle dans Les Sorcières de Zugarramurdi (Las brujas de Zugarramurdi)

#### Meilleure actrice
- Marian Álvarez pour son rôle dans La herida
  - Inma Cuesta pour son rôle dans 3 Mariages de trop (3 bodas de más)
  - Aura Garrido pour son rôle dans Stockholm
  - Nora Navas pour son rôle dans Todos queremos lo mejor para ella
  - Candela Peña pour son rôle dans Ayer no termina nunca
  - Belén Rueda pour son rôle dans Ismael

#### Meilleur acteur dans un second rôle
- Mario Casas pour son rôle dans Les Sorcières de Zugarramurdi (Las brujas de Zugarramurdi)
  - Roberto Álamo pour son rôle dans La gran familia española
  - Carlos Areces pour son rôle dans Les Amants passagers (Los amantes pasajeros)
  - Raúl Arévalo pour son rôle dans Les Amants passagers (Los amantes pasajeros)
  - Carlos Bardem pour son rôle dans Alacrán enamorado

#### Meilleure actrice dans un second rôle
- Terele Pávez pour son rôle dans Les Sorcières de Zugarramurdi (Las brujas de Zugarramurdi)
  - Verónica Echegui pour son rôle dans La gran familia española
  - Petra Martínez pour son rôle dans Todas las mujeres
  - Natalia de Molina pour son rôle dans Vivir es fácil con los ojos cerrados
  - Rossy de Palma pour son rôle dans 3 Mariages de trop (3 bodas de más)
  - Bárbara Santa-Cruz pour son rôle dans 3 Mariages de trop (3 bodas de más)

#### Meilleure musique originale
- Víctor Reyes pour Grand Piano
  - Alberto Iglesias pour Les Amants passagers (Los amantes pasajeros)
  - Pat Metheny pour Vivir es fácil con los ojos cerrados
  - Josh Rouse pour La gran familia española
  - Joan Valent pour Les Sorcières de Zugarramurdi (Las brujas de Zugarramurdi)

#### Meilleure bande annonce
- Gente en sitios
- Les Amants passagers (Los amantes pasajeros)

#### Meilleure affiche
- 3 Mariages de trop (3 bodas de más)

### Prix Feroz d'honneur
- José Sacristán